# Jakub Ksawery Potocki
Jakub Ksawery Aleksander Potocki h. Pilawa (ur. 26 stycznia 1863 w Berlinie, zm. 27 września 1934 w Helenowie) – hrabia, działacz społeczny, filantrop i bibliofil. 

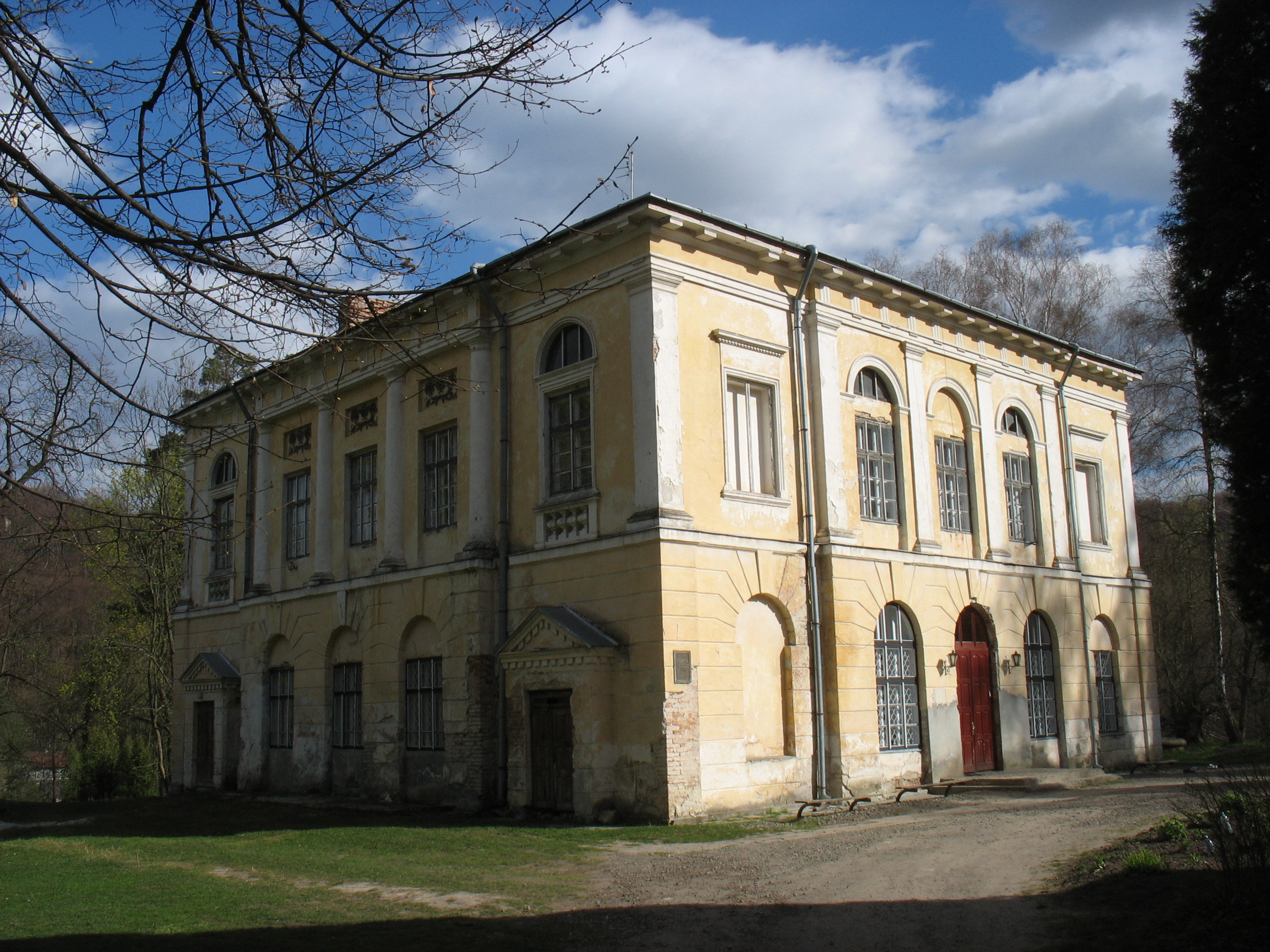
Pałac Potockich w Raju

## Życiorys
Syn Stanisława (1824 - 1887) i Marii Ksawery z Sapiehów h. Lis. (1837 - 1923). Z wykształcenia był prawnikiem. Studia prawnicze odbył na Uniwersytecie w Dorpacie. Tam został przyjęty do najstarszej polskiej korporacji akademickiej Konwent Polonia. Należał również do Stowarzyszenia Filistrów Konwentu Polonia w Warszawie. 
W 1899 r. poślubił Teresę Zamoyską, córkę Zdzisława i Maryi ze Szweykowskich, wnuczkę Andrzeja Zamoyskiego. Małżeństwo było bezdzietne.
Jego siostra, Izabela (1864 - 1883) wyszła za mąż za Romana Potockiego – III ordynata na Łańcucie. Zmarła po 4 miesiącach małżeństwa.  
Jeden z najbogatszych ludzi II RP. W 1922 roku posiadał majątki ziemskie o powierzchni 33 680 ha. Ostatni właściciel zamku w Brzeżanach. Ofiarował je zresztą po I wojnie światowej Wojsku Polskiemu. To dzięki inicjatywie hrabiego ocalała część brzeżańskich nagrobków Sieniawskich, które wywieziono do Krakowa. Dziś można je oglądać w Muzeum Zamku Królewskiego na Wawelu oraz w zamku w Pieskowej Skale. 
Przez wiele lat wspierał utworzenie w Polsce Instytutu Radowego. Ogromną część swojego majątku, m.in. majątki Brzeżany i Helenów, zapisał utworzonej przez siebie w 1934 roku Fundacji mającej na celu wspierać badania i leczenie chorób nowotworowych oraz gruźlicy. Już wcześniej wspomagał licznymi stypendiami lekarzy i naukowców zajmujących się tą problematyką. 
Nie posiadając potomków oraz żyjącego rodzeństwa przekazał Muzeum Narodowemu w Warszawie wiele dzieł sztuki: gobeliny, portrety, obrazy etc. Do zbiorów Ossolineum przekazał m.in. obraz Jana Matejki Unia Lubelska.
Był twórcą kilku wielkich bibliotek, m.in. w Helenowie oraz w Bałabanowce na Ukrainie, którą całkowicie zniszczono w czasie wojny. 
Mimo swojego bogactwa był człowiekiem niezmiernie skromnym. Unikał zaszczytów. Jedyny honorowy tytuł jaki przyjął, to honorowy obywatel miasta Brzeżan. 
22 września 1934 sporządził testament, którego wykonawcami zostali: wcześniejszy pełnomocnik jego dóbr w Raju, Bronisław Czuruk oraz Kazimierz Moszyński. 
Kondukt żałobny wyruszył z kościoła parafialnego w Brzeżanach do pałacu rodzinnego w Raju, gdzie ciało zostało pochowane. W wielu publikacjach jako miejsce pochówku błędnie podawane są Brzeżany.

## Ordery i odznaczenia
- Wielka Wstęga Orderu Odrodzenia Polski (24 września 1934)[11]
- Złota Odznaka Honorowa Ligi Obrony Powietrznej i Przeciwgazowej I stopnia (1934)[12][13]